# Військо Польське

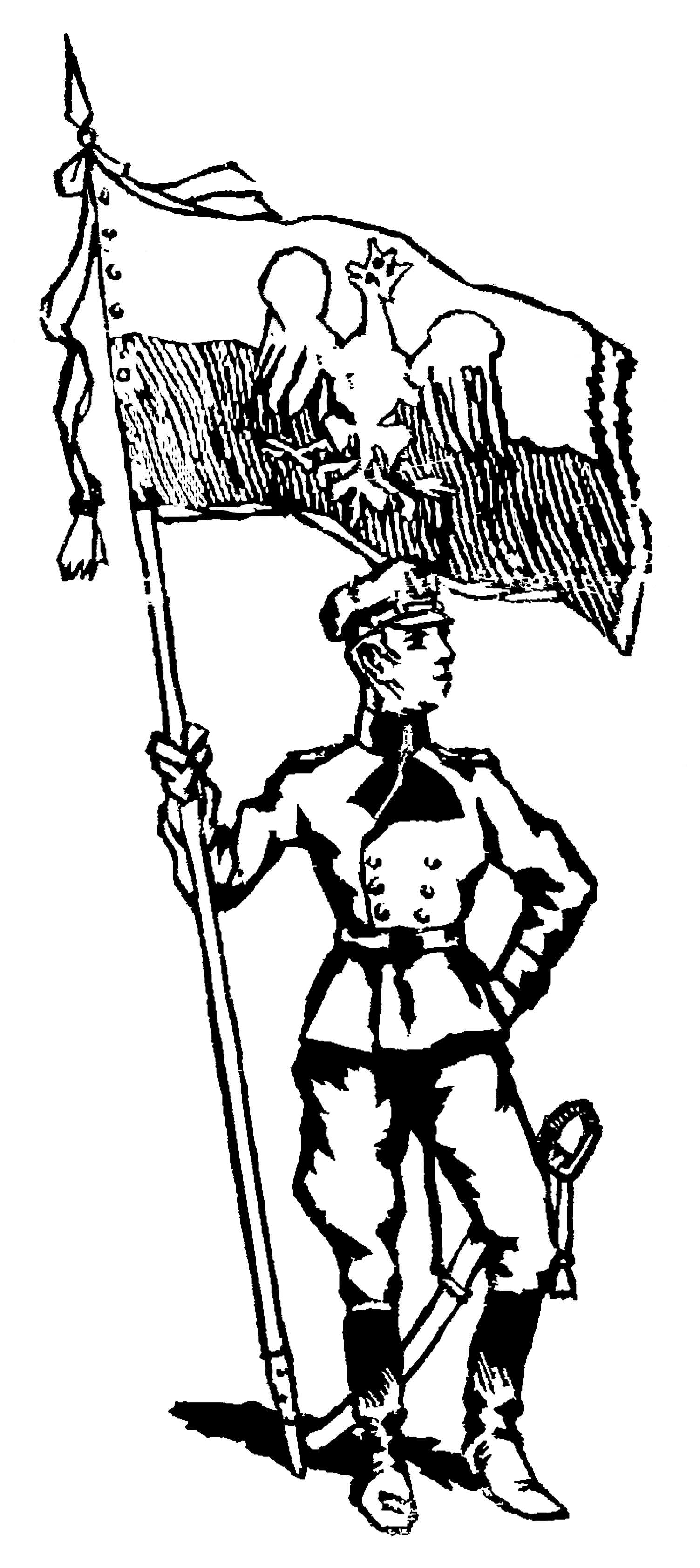
Польський солдат, ілюстрація з двотижневика «Trubadur Polski», 1919

Польська армія – це збройні сили Польщі, що включають військові формування Польської держави, організовані польські війська на її території та за її межами. 2023 року, за даними Global Firepower, вона посідала 20-те місце серед найпотужніших армій світу.
Назва «Польська армія» використовується з початку 19 століття, офіційно з 1918 року, і є синонімом Збройних Сил Республіки Польща.

## Зміна назви
Протягом історії ми можемо виділити:
Княже військо — збройні сили династії П'ястів, під командуванням ранньофеодальних князів до часів Казимира Відновлювача.
Бойові формування Польського королівства за часів правління династій П'ястів та Ягеллонів
Армія Першої Польської Республіки складалася з:
Коронної армії,
Литовської армії, ⁣
Армії Тадеуша Костюшка — сукупність польських сил під час повстання Костюшка,
Армії Варшавського герцогства — військове формування Варшавського герцогства.
Польська армія Конгресового королівства — польські військові формування Конгресового королівства та Листопадове повстання
Польські легіони, включаючи всі організації та бойові формування періоду поділів (період, коли польської держави не існувало, польські війська перебували за межами території країни)
Польські військові організації до Першої світової війни
Бойова організація PPS (1904—1911)
Активний бойовий союз
Спілка стрільців
Польські стрілецькі команди
Команди Бартоша
Польові команди Сокола
Польські військові формування у Першій світовій війні (1914—1918)
Польські легіони (1914—1918)
Польська військова організація (1914—1918)
Польський допоміжний корпус (1916—1918)
Польські збройні сили («Polnische Wehrmacht» 1917—1918)
Польська армія на Сході (1914—1920)
Байончики (1914—1915)
Польська армія у Франції (1917—1919)
Великопольська армія (1919)
Сілезькі повстання (1919—1921) → Сілезькі повстання
Польська військова організація Верхньої Сілезії
Сілезький легіон
Польська армія в міжвоєнний період (1918—1939)
Польські збройні сили (1939—1947)
Польська армія у Франції (1939—1940)
Польські збройні сили у Великій Британії (1940—1947)
Польські збройні сили в СРСР (1941—1942)
Збройні сили в країні (1939—1945)
За службу перемозі Польщі (1939)
Союз збройної боротьби (1939—1942)
Армія Крайова (1942—1945)
Селянські батальйони
Національна військова організація
Національні збройні сили
Незалежність та антикомуністичні підпільні організації (1944—1953/1954) → «Прокляті солдати»
Громадяни Армії Крайової
Польська армія в країні
Делегація Збройних сил у країні
Конспіративна Польська армія
Національні збройні сили після 1944 року
Національний військовий союз
NIE
Рух Опору Армії Крайової
Великопольська незалежна добровольча група «Варта»
Свобода і Незалежність
Свобода та справедливість
Польська Народна Армія
Народна Гвардія (1942—1943)
Армія Людова (1944)
Польські Збройні Сили в СРСР (1943—1944)
Польська Армія (1944—1952) (відроджена Польська Армія)
Збройні Сили Польської Народної Республіки (1952—1989)
Збройні Сили Республіки Польща (з 1989 року)